# Marika Vaarik
Marika Vaarik-Soo, född 13 oktober 1962 i i Kose, är en estnisk skådespelerska.

## Biografi
Vaarik avlade 1991 examen vid Tallinn Pedagogiska universitetet med inriktning mot teaterdirigering.
Åren 1987–1994 var hon skådespelerska vid VAT-teatern som hon också var en av grundarna av. Hon arbetade på Rakvere Teatern och var senare frilansande skådespelerska. Åren 2009–2018 arbetade hon som skådespelerska i Teater NO99. Sedan hösten 2019 är hon skådespelerska i Expeditionstruppen. Från 2019 till 2022 var hon medlem i den gemensamma truppen för Expeditionen och Von Krahl-teatern.

### Filmer
- 2019 "Sanning och rättvisa"
- 2013 "Levande bilder"
- 2010 "Kusken knackar tre gånger"
- 2009 "Till döden skiljer oss åt"
- 2008 "Taarka"
- 2007 "Georg"
- 2006 "Den liten närsynt boaorm"
- 2005 "Stilfest"
- 2003 "De gamla och de svaga får fötterna blöta"
- 1989 "Regina"

### TV-serier
- 2006 " Ohtlik lend ", ETV
- 2009 – 2013, 2018 " Kättemaksukontor ", Frida Arrak, TV3
- 2011 " Saame kokku Tomi juures ", ETV
- 2012-2013 " Ön viskar ", Maria, Kanal 2
- 2013-2014 "Bergsskuggor", Maria, Kanal 2

### Familj
Marika Vaarik-Soo är gift med musikern Mart Soo. De har tillsammans en dotter, född 1994.

## Utmärkelser
- 1999 Det Stora Vagnspriset
- 2000 Estniska Teaterförbundets pris för ledande skådespelerska
- 2005 Estniska teaterkritikerföreningens Bra Teaterpris
- 2013 Vita stjärnans orden [4]
- Estniska teaterförbundets kvinnliga birollspris 2014
- Estniska teaterförbundets pris för bästa kvinnliga 2016
- Estlands kulturpris 2016
- 2018 års Helmi Tohvelman-pris
- Estniska Teaterförbundets pris 2021 för ledande skådespelerska
- 2023 Karl Adra-priset